# Reiss Greenidge
Reiss Greenidge (sinh ngày 8 tháng 2 năm 1996) là một cầu thủ bóng đá người Guyana thi đấu cho câu lạc bộ Anh Maidstone United ở vị trí hậu vệ.

## Sự nghiệp

### Câu lạc bộ
Greenidge gia nhập Port Vale theo dạng cho mượn vào tháng 9 năm 2014, với thời hạn kết thúc ngày 31 tháng 12 năm 2014.
Sau khi kết thúc hợp đồng với West Brom, Greenidge có khoảng thời gian thử việc ở Watford, AFC Wimbledon và Crystal Palace trước khi ký hợp đồng với Ebbsfleet United vào tháng 1 năm 2016, và sau đó gia nhập Hemel Hempstead Town theo dạng cho mượn trong 1 tháng vào tháng 2 cùng năm.
Vào tháng 7 năm 2017, Greenidge ký hợp đồng với câu lạc bộ ở Eliteserien Sogndal ở Na Uy.
Ngày 30 tháng 1 năm 2019, Greenidge gia nhập đội bóng ở 2. divisjon là Arendal với bản hợp đồng 2 năm.. Sau đó anh gia nhập Barnet dưới dạng cho mượn 1 mùa rồi đáo hạn hợp đồng với Arendal, trở thành cầu thủ tự do sau khi mùa giải 2021/22 kết thúc
Ngày 21 tháng 10 năm 2022, Maidstone United ở National League South (hạng 6 Anh) công bố họ đã kí hợp đồng với anh với thời hạn 2 mùa giải.

### Đội tuyển quốc gia
Reiss Greenidge có bố mẹ là người Guyana và anh sinh ra ở Anh, nên hoàn toàn có thể thi đấu trong màu áo của Anh hoặc Guyana. Anh lựa chọn đại diện cho Guyana và có trận debut cho đội tuyển quốc gia vào ngày 7 tháng 4 năm 2021, trong trận thua 0-4 của Guyana trước Guatemala trong khuôn khổ vòng loại Cúp vàng CONCACAF. Anh cũng có được 2 trận đấu ra sân trước Puerto Rico trong 2 trận đấu mà Guyana đều thắng 3-1 vào giữa tháng 10 năm 2023.

## Đời sống cá nhân
Greenidge là cháu của vận động viên cricket West Indies và Hampshire Gordon Greenidge., Reiss có một em trai, Jordan, hiện đang thi đấu cho đội kình địch là Tonbridge Angels